# Niemirów (obwód winnicki)
Niemirów (ukr. Неми́рів, Nemyriw) – miasto na Ukrainie, na Podolu, siedziba władz rejonu niemirowskiego w obwodzie winnickim.

## Historia

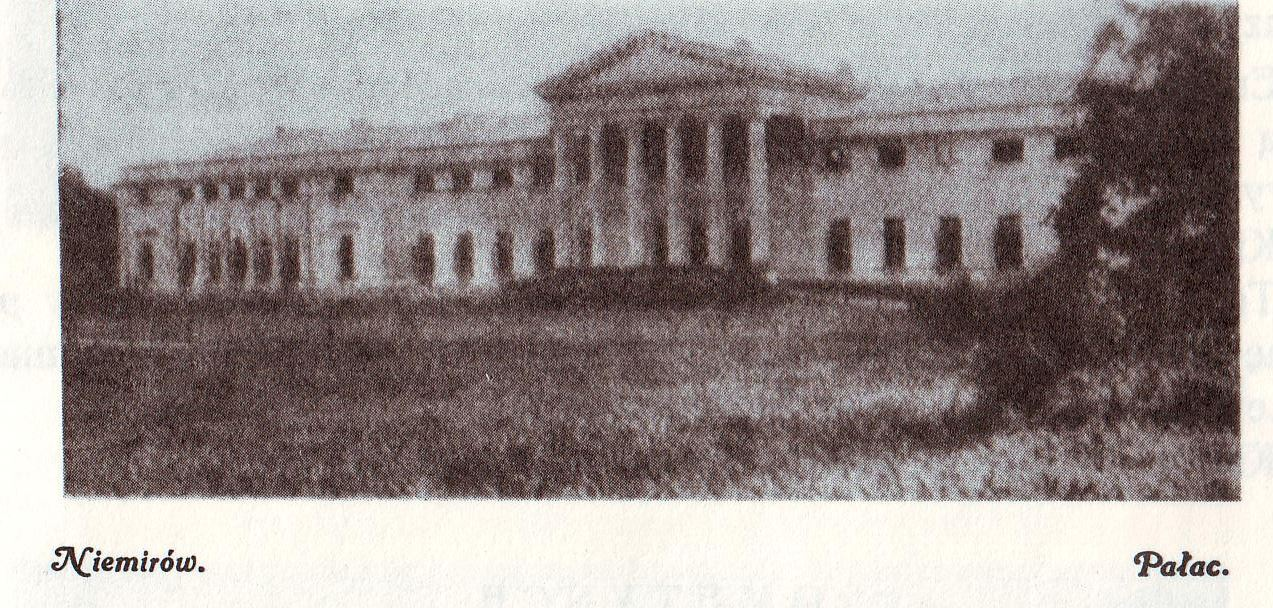
Pałac przed 1928 rokiem

W starożytności istniała tu osada scytyjska. Pierwsza wzmianka o Niemirowie pochodzi z 1506. Od 1566 znajdował się w granicach nowo utworzonego województwa bracławskiego. Prywatne miasto szlacheckie w 1627 roku należało do kasztelana krakowskiego Jerzego Zbaraskiego.  W dniu 31 maja 1648 roku podczas powstania Chmielnickiego Kozacy wkroczyli do miasta udając żołnierzy królewskich i następnie wymordowali kilka tysięcy Żydów i ludność cywilną chroniącą się za wałami miasta.
W związku z tym książę Jeremi Wiśniowiecki, wysłał do miasta 600 żołnierzy pod dowództwem Baranowskiego, którzy wkroczyli do miasta i po odebraniu przysięgi wierności darowali winy mieszczanom. W dniu 3 lipca do miasta przybyło pod dowództwem kapitana Kalinowskiego 200 dragonów wysłanych przez Jaremę Wiśniowieckiego, którzy nazajutrz zostali zaatakowani przez Kozaków i czerń. Wg diariusza Maszkiewicza po czterech dniach obrony, obsadzony przez dragonów zamek w Niemirowie został zdobyty przez pijanych chłopów, a dragoni zostali wymordowani (mimo że służyli wśród nich „wybrańcy” z Ukrainy). Od tego czasu miasto przechodziło z rąk do rąk.
W 1670 r. Niemirów został zajęty przez Petra Doroszenkę. W 1671 r. miasto nabył hetman wielki koronny Jan Sobieski.
W latach 1672–1699 Niemirów znajdował się pod okupacją Turcji jako stolica nowej jednostki administracyjnej. Miasto było gęsto zaludnione przez Żydów, którzy cieszyli się ochroną władz tureckich, co stało się szczególnie konieczne od czasu, gdy sułtan Mehmed IV mianował Jurija Chmielnickiego hetmanem prawobrzeżnej Ukrainy z siedzibą w Niemirowie (w latach 1677–1679) i który stosował politykę ostrych represji wobec ludności żydowskiej.
Na początku XVIII wieku miejscowość przeszła na własność Potockich, którzy odrestaurowali pałac (w miejscu dawnego zamku). W pałacu w 1737 roku Józef Potocki przyjął dyplomatów Rosji, Austrii i Turcji, którzy bezskutecznie próbowali osiągnąć kompromis i zakończyć wojnę rosyjsko-turecką.
Przed 1741 na dworze Potockich w Niemirowie służył pułkownik nadwornych kozaków Sawa Czały, ojciec Józefa Sawy Calińskiego, konfederata barskiego. Potoccy odbudowali podupadający zamek. Wincenty Potocki (zm. 1825) w zamku umieścił fabrykę sukna. W murowano-drewnianym pałacu przyjmowany był król Polski Stanisław August Poniatowski. Nowy dwukondygnacyjny pałac po rozebraniu starego wzniosła ks. Maria Szczerbatowa w latach 1894–1917 w stylu empire. Pałac posiadał portyk z sześcioma kolumnami greckimi podtrzymującymi trójkątny fronton.

...Jaworski prowadził swój dywizjon na Kaczanówkę, oddział miał bowiem usypać mogiłę na grobie panny Mroczkowskiej i jej dwu kolegów. Tuż jednak przed Sieniawą zaskoczyła go wiadomość o toczącej się właśnie bitwie niemirowskiej. Zostawiając Kaczanówkę na boku, ruszono forsownym marszem prosto pod Niemirów. Pomimo tego pośpiechu dramat rozegrał się przed nadejściem dywizjonu. III Korpus, odparłszy wreszcie chłopską nawałę, grzebał już straszliwie pokrajane trupy, odkopywał żywcem pochowanych i zbierał rozproszonych żołnierzy...
.

W 1823 roku w Niemirowie przebywał polski poeta romantyczny i pierwszy polski zdobywca Mont Blanc – Antoni Malczewski. 
Podczas okupacji hitlerowskiej, w sierpniu 1941 roku Niemcy utworzyli getto dla żydowskich mieszkańców. Przebywało w nim około 5000 osób. 26 czerwca 1942 roku Niemcy ostatecznie zlikwidowali getto, a Żydów zamordowali.

## Przemysł
Miasto jest siedzibą wielkiego koncernu Nemiroff, płacącego największe podatki w obwodzie winnickim.

## Zabytki

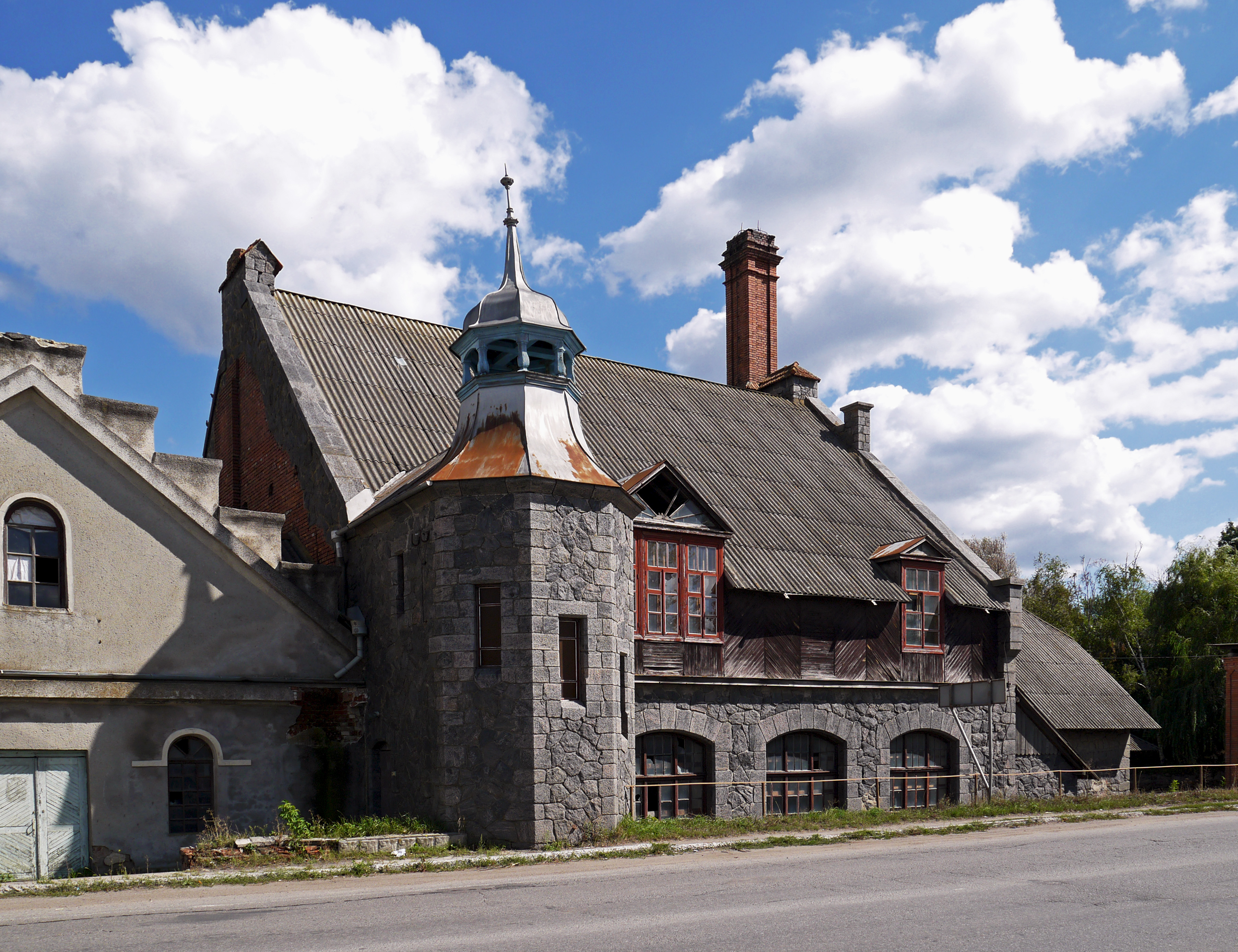
Kościół św. Józefa Oblubieńca
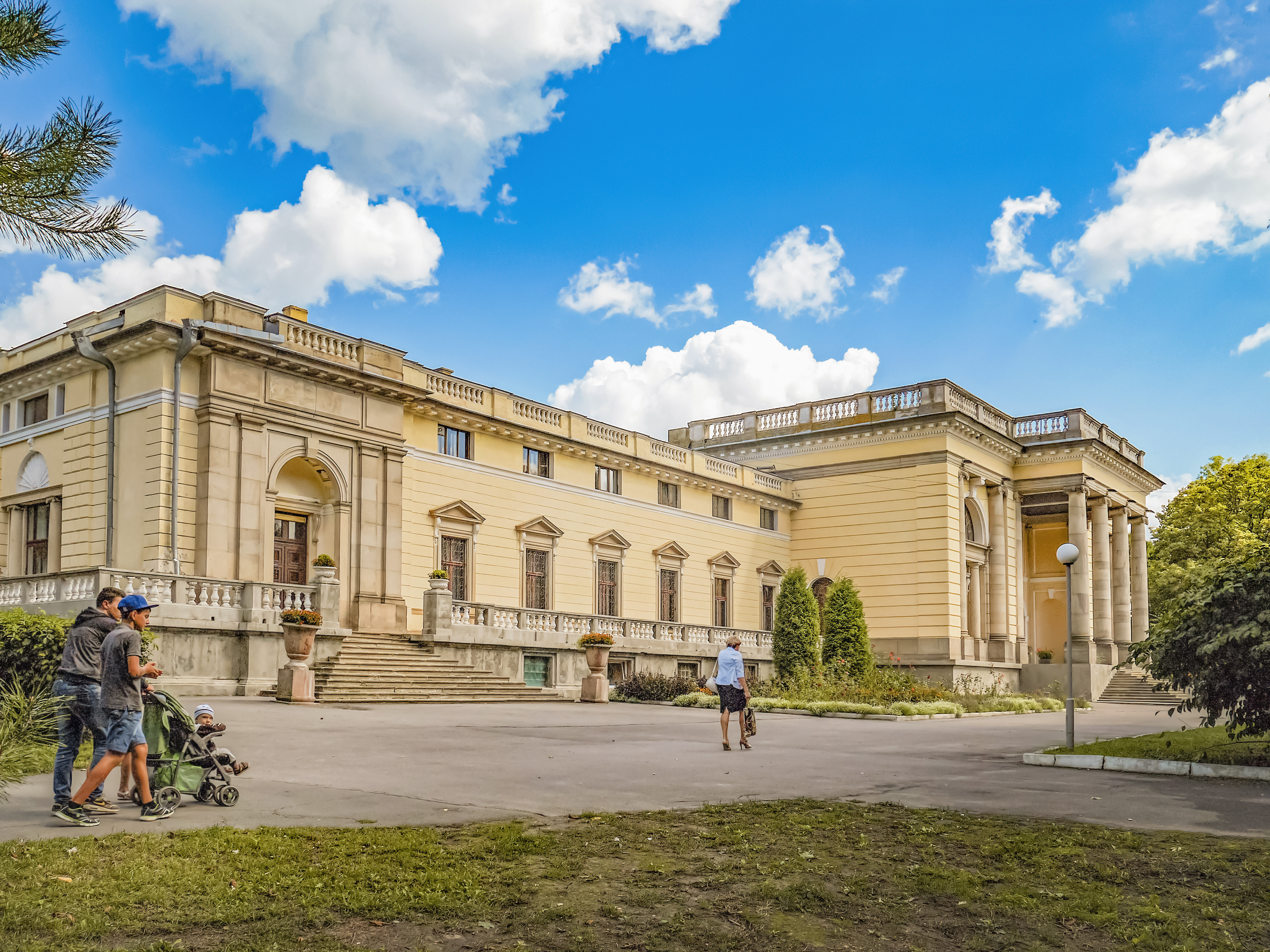
Młyn wodny
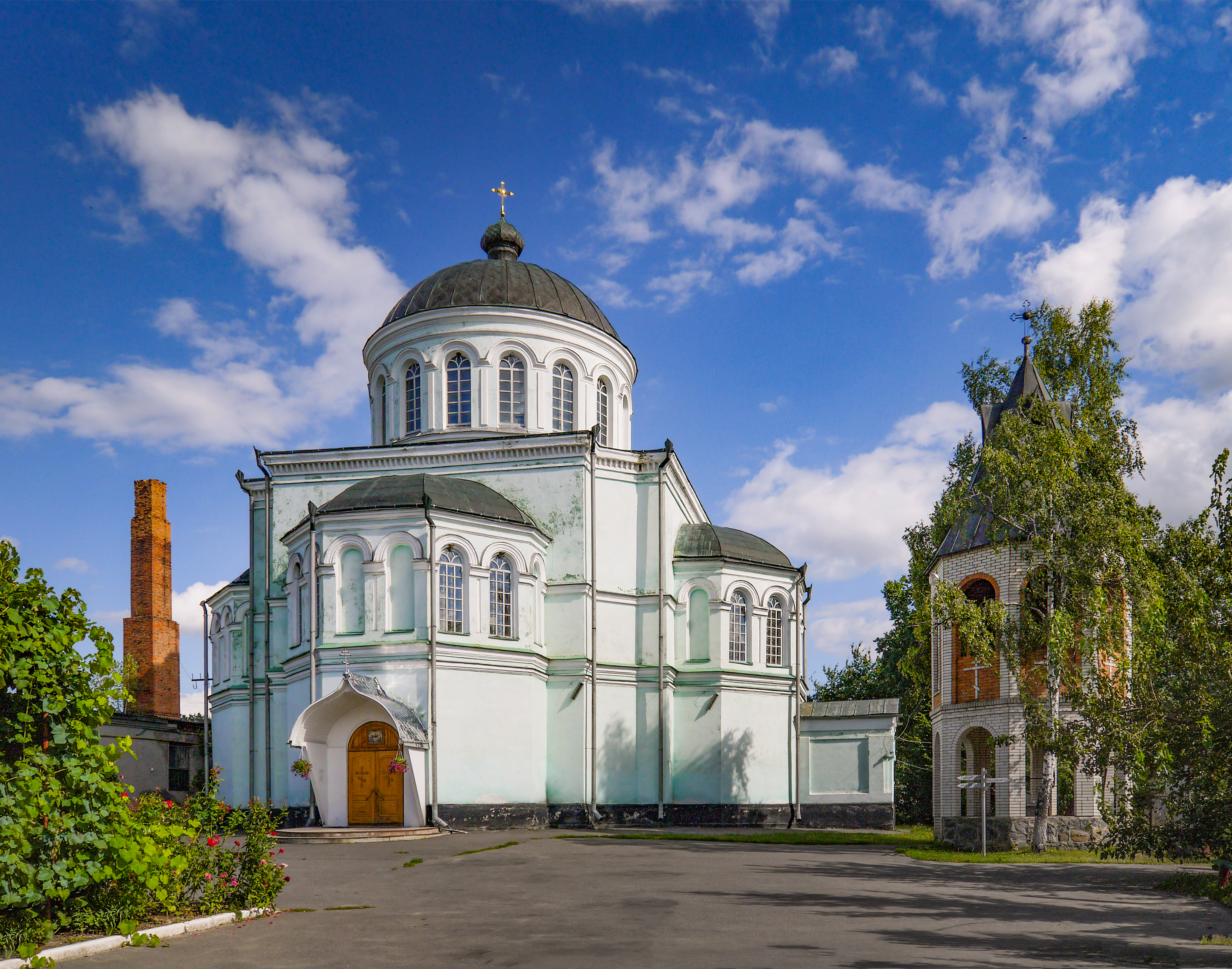
Pałac i park
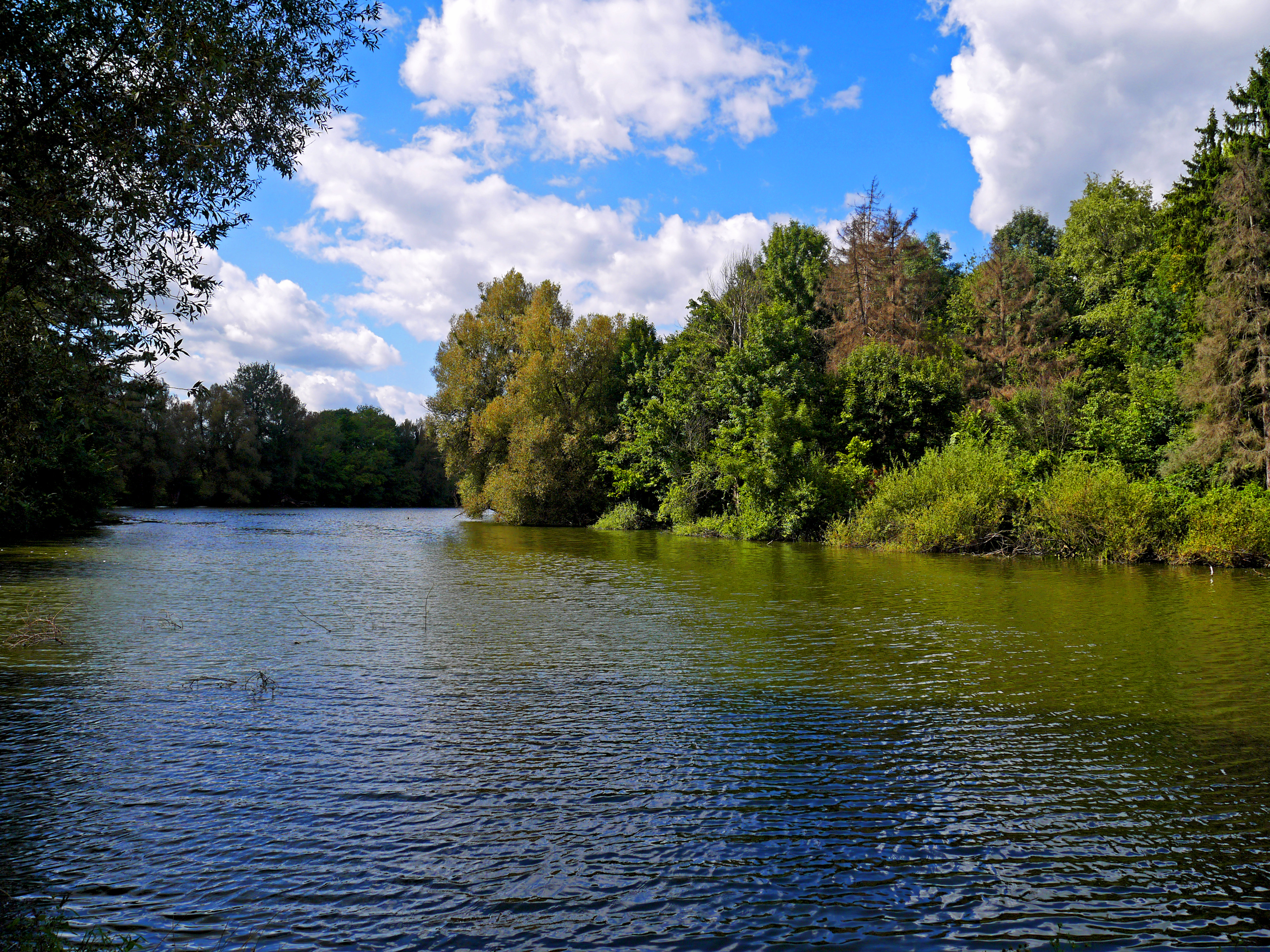
Cerkiew Trójcy Świętej

- Młyn wodny
- Pałac
- Cerkiew Trójcy Świętej
- Park

## Urodzeni w Niemirowie
- Theodosius Dobzhansky – amerykański biolog ukraińskiego pochodzenia
- Konrad Kurc ps. Joland) – polski działacz patriotyczny, uczestnik walk w I wojnie światowej, wojnie polsko-radzieckiej 1920, pracownik pruszkowskiej elektrowni, rozstrzelany za udział w zrywie powstańczym w sierpniu 1944
- Konstanty Maciejewicz – polski kapitan żeglugi wielkiej, ostatni komendant „Lwowa” i pierwszy komendant „Daru Pomorza”
- Nikołaj Niekrasow – rosyjski pisarz i dziennikarz
- Halina Dybczyńska-Niezbrzycka (ur. 1901) – działaczka niepodległościowa, odznaczona Orderem Virtuti Militari
- Tadeusz Wąsowski – polski otolaryngolog, profesor akademicki